# Cladonia pumila
Cladonia pumila är en lavart som beskrevs av Ahti. Cladonia pumila ingår i släktet Cladonia och familjen Cladoniaceae.   Inga underarter finns listade i Catalogue of Life.